# Зародышевый мешок

Семязачаток с зародышевым мешком. Желтое (C) — яйцеклетка. Отверстие (A) — микропиле. Оранжевые (D) — клетки-синергиды. Светло-зеленое — центральная диплоидная клетка (видны два ядра). Салатное (E) — полярные ядра центральной диплоидной клетки. Три тёмно-зеленые клетки снизу (F) — антиподы.

Зародышевый мешок (англ. female gametophyte, embryo sac) — женский гаметофит, половое поколение покрытосеменных растений.
Зародышевый мешок развивается внутри ядра семязачатка (нуцеллуса) из мегаспоры. Зародышевый мешок состоит из яйцеклетки (n), двух клеток-спутниц (n), трёх клеток-антиподов (n) и центральной двуядерной клетки (2n). Архегоний у гаметофита покрытосеменных растений редуцирован.